# L'oca del Cairo
L'oca del Cairo é uma ópera bufa em três atos, K. 422, iniciada por Wolfgang Amadeus Mozart em julho de 1783 mas abandonada em outubro. Se conserva íntegro o libreto em três atos de Giovanni Battista Varesco. Mozart completou sete dos dez números do primeiro ato, mais alguns recitativos; com uma duração total de 45 minutos.
O título significa O Ganso de Cairo. Don Pippo, um Marquês espanhol, mantém a sua única filha Celidora presa numa alta torre. Ela é noiva para Conde Lionetto, mas o verdadeiro amor dela é Biondello, um cavalheiro rico. Biondello faz uma aposta com o Marquês que se ele conseguir salvar Celidora da torre dentro de um ano ele ganha a mão dela em matrimônio. Ele tem sucesso tendo contrabandeado no jardim da torre dentro de um ganso mecânico grande.
Nas cartas de Mozart mostra que ele estava buscando um enredo cômico para agradar os vienenses, mas o libretto de Giambattista Varesco foi abandonado depois de seis meses por causa de seu fim tolo, uma caricatura ridícula da lenda do Trojan Cavalo.
A ópera nunca estreou com Mozart em vida, mas apenas anos depois, no dia 6 de junho de 1867 no Théâtre Fantaisies-Parisiennes em Paris.

## Personagens
| Don Pippo                                                                      | baixo   |
| Donna Pantea (esposa de Don Pippo)                                             | soprano |
| Celidora                                                                       | soprano |
| Biondello                                                                      | tenor   |
| Calandrino (O sobrinho de Donna Pantea, amigo de Biondello e amante de Lavina) | tenor   |
| Lavina (amiga de Celidora)                                                     | soprano |
| Chichibio (principal-empregado de Don Pippo, apaixonado por Auretta)           | baixo   |
| Auretta                                                                        | soprano |